# Михин, Станислав Николаевич
Станислав Николаевич Михин (24 мая 1937, Магадан, РСФСР, СССР — 18 августа 2007, Москва, Россия) — советский и российский актёр театра, кино и озвучивания.

## Биография
Родился 24 мая 1937 года в Магадане в полноценной семье матери и отца. Мать работала кассиром и продавщицей в магазине, отец трудился в Магаданском Совнархозе.
Учился в 667-й московской школе, которую окончил в 1956 году. Три года отслужил в армии, после чего поступил на актёрский факультет ВГИКа, так как Михину с детства было интересно театральное искусство. Обучался в мастерской у С. А. Герасимова и Т. Ф. Макаровой. В 1964 году завершил обучение во ВГИКе и был принят в труппу Театра-студии киноактёра. В 1997 году ушёл на пенсию, но продолжал сниматься в кинематографии.
Ушёл из жизни 18 августа 2007 года по причине онкологического заболевания. Похоронен на Введенском кладбище.

### Личная жизнь
В 1961 году стал женатым человеком. Его супругу звали Лидия Петровна. У них в семье появилось двое детей, дочь Татьяна 1962 г.р. и сын Юрий 1971 г.р.

## Фильмография

### Фильмография
- 1960 — Первое свидание — полярник
- 1961 — В трудный час — солдат
- 1961 — Евдокия — комсорг завода
- 1962 — Люди и звери — инспектор ГАИ
- 1963 — Секретарь обкома — Александр, сын Денисова
- 1964 — Каждый осенний вечер (фильм-спектакль) — участие
- 1965 — Арбузный рейс — буровик
- 1965 — Заговор послов — чекист Костя
- 1965 — Как вас теперь называть? — партизан
- 1965 — Чёрный бизнес — Владимир Михайлович Мещерский, лейтенант, следователь КГБ
- 1966 — Утоление жажды — Иван, рабочий
- 1967 — Места тут тихие — лётчик
- 1967 — Пароль не нужен — сотрудник редакции
- 1967 — Стюардесса — пилот
- 1967 — Таинственный монах — офицер
- 1969 — Каждый вечер в одиннадцать — гитарист в оркестре
- 1969 — Неподсуден — друг Сорокина
- 1969 — Я его невеста — милиционер
- 1970 — Красная площадь (1 и 2 рассказ) — гренадёр 38-го беспощадного пролетарского полка
- 1970 — Морской характер — морской пехотинец
- 1972 — Бой после победы — конвоир в поезде
- 1972 — Визит вежливости — морской офицер
- 1972 — За всё в ответе — участник встречи выпускников
- 1972 — Меченый атом — эпизод
- 1973 — Возле этих окон… — дружинник
- 1973 — За облаками — небо — шахтёр
- 1973 — Нейлон 100 % — пациент Бадеева
- 1973—1983 — Вечный зов — шахтёр
- 1974 — Самый жаркий месяц — эпизод
- 1974 — Северная рапсодия — покупатель
- 1974 — Хождение по мукам (13 серия) — эпизод
- 1975 — Обретёшь в бою — эпизод
- 1975 — Ярослав Домбровский — эпизод
- 1976 — «SOS» над тайгой — второй грузчик
- 1976 — Развлечение для старичков — участник совещания
- 1977 — Странная женщина — покупатель
- 1977 — Схватка в пурге — рабочий
- 1977 — Счёт человеческий — лётчик
- 1978 — Поворот — эпизод
- 1978 — Право первой подписи — эпизод
- 1978 — Фитиль (№ 188) — продавец
- 1978 — Целуются зори — лейтенант милиции
- 1979 — Человек меняет кожу — Зайцев
- 1979 — Антарктическая повесть — эпизод
- 1979 — Гонка с преследованием — Нефёдов
- 1979 — Город принял — помощник следователя
- 1979 — Крутое поле — колхозник
- 1979 — Место встречи изменить нельзя — дядя Слава
- 1980 — Если бы я был начальником… — посетитель в приёмной
- 1980 — Коней на переправе не меняют — бригадир
- 1981 — Восьмое чудо света — Андрей Сергеевич Кротов
- 1981 — В последнюю очередь — эпизод
- 1982 — Вокзал для двоих — покупатель на рынке
- 1982 — Надежда и опора — член бюро райкома
- 1982 — Человек, который закрыл город — Седых
- 1983 — Витя Глушаков — друг апачей — мужик в очереди
- 1983 — Ворота в небо — эпизод
- 1983 — Трое на шоссе — шофёр
- 1984 — Двойной обгон — водитель
- 1984 — Особое подразделение — эпизод
- 1985 — От зарплаты до зарплаты — Кныш
- 1985 — Право любить — эпизод
- 1985 — Пять минут страха — подполковник милиции
- 1987 — Оглашению не подлежит — конвойный
- 1988 — Запретная зона — капитан
- 1989 — Грань — пациент
- 1989 — Закон — следователь
- 1989 — Сталинград — комиссар Андреев
- 1990 — Место убийцы вакантно… — эпизод
- 1990 — Убийца — эпизод
- 1991 — Мигранты — председатель колхоза
- 1991 — Пока гром не грянет — Куимыч
- 1991 — Тень, или Может быть, всё обойдётся — эпизод
- 1991 —Шаг вправо…шаг влево… — зэк кабан
- 1992 —Исполнитель приговора — дезинфектор
- 2001 — В чаще — возможное участие
- 2002 — Тайна Лебединого озера — рыбак
- 2004 — МУР есть МУР — тракторист Матвеич
- 2004 — Солдаты-1 — эпизод
- 2005 — Внимание, говорит Москва! (3 серия) — старик в бараке
- 2006 — 977 — старик-пациент
- 2006 — Кодекс чести-3 — дядя Паша
- 2006 — Охота на гения — Иван Свешников
- 2007 — Джоконда на асфальте — эпизод
- 2007 — Консервы — Евгений Анатольевич

### Озвучивание
- 1973 — Горький урок — участие
- 1973 — Капитаны — капитан сейнера. Роль Григория Цитайшвили
- 1977 — Удар в спину — Джаббаров. Роль Алескера Ибрагимова
- 1978 — Дознание пилота Пиркса — роль Б. Абарта
- 1980 — Девушка со швейной машинкой — участие
- 1980 — Дорожное происшествие — Алибала. Роль Джейхуна Мирзоева
- 1984 — Голубые горы, или Неправдоподобная история — муж. Роль Гурама Петриашвили
- 1984 — Пожар — участие
- 1985 — Дачный сезон — Агаджафар. Роль Талята Рахманова
- 1986 — Окно печали — участие
- 1987 — Браво, Альбер Лолиш! — участие
- 1987 — Лома — участие

### Участие в фильмах
- 1979 — Моделирование при расследовании преступлений (документальный) — участие

## Оценочные мнения
По мнению киноведа Алексей Николаевича Тремасова, Михин обладал хорошими внешними данными, он вполне мог рассчитывать на роли романтических героев, но вместо этого изображал людей в погонах, рабочих, руководящих работников, а режиссёры использовали его природную мужественность, представительность. В жизни Станислав Николаевич был весёлым, компанейским человеком, который любил природу и увлекался рыбалкой.